# Duco
Duco（デュコ）は、デュポン社で製造販売された自動車塗装用塗料である。1920年代の自動車に用いられた。

## 歴史
チャールズ・ケタリングがゼネラルモーターズの子会社であるゼネラルモーターズ・リサーチ・コーポレーション（General Motors Research Corporation）で開発したニトロセルロースラッカーである。最初はゼネラルモーターズのOakland Motor Car Companyで生産された車に採用された。
これは、現代で一般に速乾ペイントといわれている塗料のさきがけとなったものである。Duco以前には、ペイント作業の仕掛かりおよび仕上げ作業で3週間は必要であり、自動車メーカーが1日1,000台を製造するためには、仕掛かり中の車を1万8,000台保管するスペースとして21ac（約8万5,000m2、8.5ha）は必要だった。Ducoにより延べ336時間（丸々14日間）の作業が13.5時間に短縮された。

## ICI時代
デュポンはイギリスのインペリアル・ケミカル・インダストリーズ (ICI) と1929年に特許ライセンスと研究開発について世界的な市場のテリトリー分けをおこなった。これはのちに、海外共同事業に米国での独禁法違反の司法判断が下され、1953年に解消されている。しかしながら、Ducoという商標はICIがICI Autocolor事業部で使い続けていた。　

## PPG時代
現在Ducoという名は、世界的な自動車塗料メーカーであり北米の大手建築塗料メーカーであるPPGインダストリーズ（米国ペンシルベニア州ピッツバーグ）がNexa Autocolor部門で自動車塗料の商標として使用している。Nexa Autocolorは、英国ICI社からICI Autocolor事業部を1999年に買収しPPGの傘下事業部として継続使用していた名前を、買収後の総仕上げとして2002年に変更したもの。

## その他
Ducoは元々DuPontが商標を取得していたニトロセルロース家庭用接着剤のブランドでもあり、現在は米国ではITW Devconによって販売されている。